# Europese weg 574
De Europese weg 574 of E574 is een Europese weg die loopt van Bacău in Roemenië naar Craiova in Roemenië.

## Algemeen
De Europese weg 574 is een Klasse B-verbindingsweg en verbindt het Roemeense Bacău met het Roemeense Craiova en komt hiermee op een afstand van ongeveer 420 kilometer. De route is door de UNECE als volgt vastgelegd: Bacău - Brașov - Pitești - Craiova.

## Nationale wegnummers
De E574 loopt over de volgende nationale wegnummers:
| Nummer   | Tracé             |
| Roemenië | Roemenië          |
| -------- | ----------------- |
| 11       | Bacău - Brașov    |
| 1        | in Brașov         |
| 73       | Brașov - Pitești  |
| 7        | in Pitești        |
| 65       | Pitești - Craiova |